# Kobra (akrobacja lotnicza)
Niektóre z zamieszczonych tu informacji wymagają weryfikacji.
Dokładniejsze informacje o tym, co należy poprawić, być może znajdują się w dyskusji tego artykułu.
 Po wyeliminowaniu niedoskonałości należy usunąć szablon {{Dopracować}} z tego artykułu.

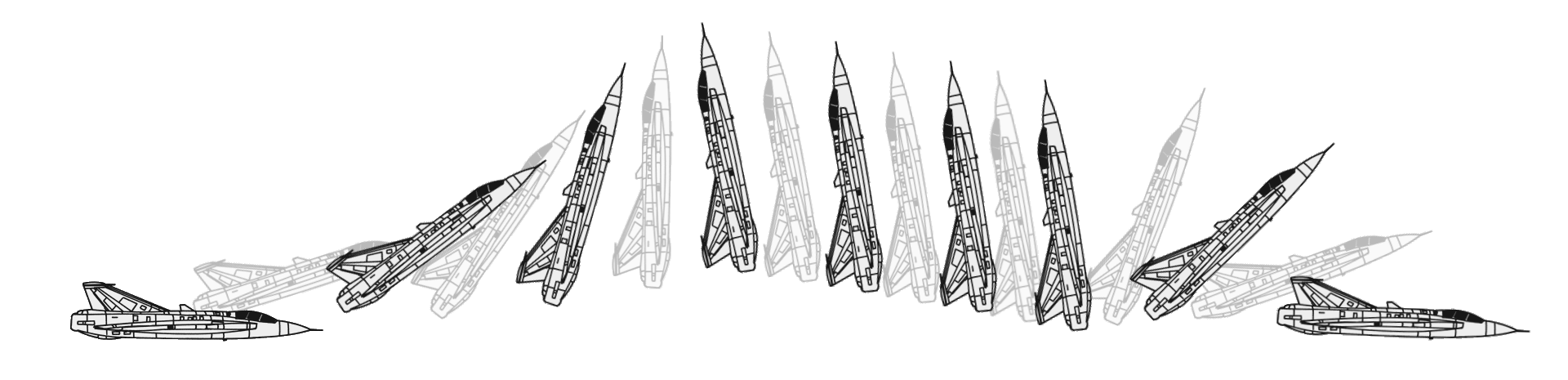
Schemat manewru

Kobra (in.: krótka parada, manewr zerowej prędkości, kobra Pugaczowa) – jedna z figur akrobacji lotniczej.
Po raz pierwszy figura była wykonywana na przełomie lat 50. i 60. XX w. przez pilotów Szwedzkich Sił Powietrznych (Svenska flygvapnet) na myśliwcach J-35 Draken. Nosiła szwedzką nazwę kort parad – „krótka parada” i była częścią standardowego szkolenia szwedzkich pilotów myśliwskich w bliskiej walce manewrowej.
W latach 60. figura była również wykonywana przez pilotów syryjskich MiG21F-13. Syryjczycy nazywali ją „manewrem zerowej prędkości” (z arabskiego: مناورة السرعة صفر, munawarat alsureat sifr).
Następnie skopiowana została przez egipskich i pakistańskich pilotów MiG-21 i J-7, a później również pilotów radzieckich.
W latach 80. figurę wykonywał oblatywacz OKB Suchoja, Igor Wołk w czasie prób korkociągowych Su-27. Publicznie Kobrę po raz pierwszy zademonstrował Wiktor Pugaczow na salonie w Le Bourget w 1989 na myśliwcu MiG-29.
Manewr możliwy jest do wykonania samolotem o bardzo dobrej sterowności i małym obciążeniu ciągu lub wyposażonym w silniki ze sterowaniem wektorem ciągu.
Figurę akrobacyjną „kobra” mogą stosować piloci w walce powietrznej w celu nagłego wyhamowania samolotu. Nie ma jednak potwierdzenia, że figura taka w locie bojowym została wykorzystana.

## Opis
Oprócz uzmysłowienia widzom pokazów lotniczych manewrowości i zwrotności nowoczesnych samolotów bojowych, manewr ten, zastosowany w bezpośredniej walce powietrznej, ma przede wszystkim za zadanie zmusić goniącego przeciwnika do wyprzedzenia poprzez gwałtowne zmniejszenie prędkości i uzyskania tym samym przez ściganego dogodnej pozycji do otwarcia ognia.
Efekt nagłego wyhamowania uzyskuje się dzięki gwałtownemu zwiększeniu oporu powietrza działającego na skrzydła w wyniku pionowego ustawienia sylwetki samolotu do góry (prostopadle do dotychczasowego kierunku lotu).

## Fazy manewru
Manewr można podzielić na 4 fazy:
1. z lotu poziomego, pilot samolotu wyłącza ogranicznik kąta natarcia, dławi ciąg i ściąga maksymalnie drążek
2. dziób odrzutowca podrywa się gwałtownie do góry, aż do osiągnięcia bardzo wysokiego (nawet do 120°) kąta natarcia
3. pilot zwiększa ciąg i oddaje drążek, samolot opada z powrotem dziobem w kierunku lotu, po czym
4. przyspiesza w locie horyzontalnym, z niewielką różnicą wysokości w stosunku do rozpoczęcia manewru

## Informacje uzupełniające
Wykonanie kobry wymaga od pilota wysokiego kunsztu w pilotażu, a od samolotu odpowiednich własności aerodynamicznych, które razem wzięte, pozwalają zapobiec utracie sterowności w locie.
Nieodzowne są nadto odpowiednio zaprojektowane silniki, które mając duży nadmiar ciągu, są zdolne unieść odrzutowiec w fazie lotu pionowego i nie wygasną w krytycznej fazie nagłego zerwania laminarnego przepływu powietrza.
Do tego celu w samolotach rosyjskiej konstrukcji wykorzystuje się dodatkowe wloty powietrza do silników. W MiG-u-29 umieszczono je u nasady skrzydła, od góry, a w rodzinie samolotów Su-27 na dolnej powierzchni głównych wlotów. Ich pierwotną rolą jest zasilanie silników powietrzem w czasie postoju i kołowania, gdy główne wloty powietrza, bardzo nisko położone przy wysuniętym podwoziu, są zamykane, by zapobiec zassaniu ciał obcych podczas startu lub lądowania.
Wykonanie tego manewru wymaga nie tylko odpowiednich właściwości aerodynamicznych, ale także wyłączenia układów automatycznego ogranicznika kąta natarcia, zapobiegającego zjawisku przeciągnięcia. Z tych powodów, do tego manewru zdolne są tylko niektóre samoloty. Takie jak wspomniane wcześniej Su-27 i MiG-29 oraz nowoczesne samoloty wyposażone w silniki ze zmiennym wektorem ciągu, np. amerykański F-22 Raptor. Manewr ten potrafią wykonać również: F/A-18E/F Super Hornet, NF-16D MATV/VISTA, Saab J35 Draken, Su-33, Su-37, MiG-35 i X-31.